# گودفری اوبوبانا
گودفری اوبوبانا (انگلیسی: Godfrey Oboabona؛ زاده ۱۶ اوت ۱۹۹۰) یک بازیکن فوتبال اهل نیجریه است.